# Windows CE 6.0
Windows Embedded CE 6.0 (під кодовою назвою «Yamazaki») — шостий великий випуск вбудованої операційної системи Microsoft Windows, орієнтований на корпоративні інструменти, такі як промислові контролери і пристрої споживчої електроніки, такі як цифрові камери. CE 6.0 має ядро, яке підтримує 32768 процесів, порівняно з обмеженням у 32 процеси в попередніх версіях. Кожен процес отримує 2 ГБ віртуального адресного простору замість 32 МБ. Windows Embedded CE зазвичай використовується в супермаркетах і автомобілях як дисплей. Windows Embedded CE працює у фоновому режимі.